# 高野直子
高野直子（日语：／ Takano Naoko，1968年6月16日—），日本女性配音員、旁白。Sigma Seven所屬。出身於東京都。法政大學社會學院畢業。身高158cm。AB型血。

## 來歷、人物
高中畢業後當了OL一段時間，後來一面做兼差播報員一面上聲優培訓學校學習，1996年以電視動畫《VS騎士檸檬汽水&40炎》（聲演切洛）在配音業界出道。同年經由另一部電視動畫《機動戰艦撫子號》的惠·雷納德而提升了知名度。
1999年因為幫遊戲《純愛手札2》女主角之一壽美幸配音而受到歡迎。從此之後，除了參加動畫的配音之外，並從事旁白解說的工作。然後在2003年與曾經在《純愛手札2》共演的村井每早一起組成雙人聲優組合。CD由KONAMI發行。
大學時是啦啦隊社所屬，曾在個人的官網上登載自己的啦啦隊員姿態的圖片。興趣是吃拉麵，去旅行的時候必定會首先造訪那裡的美味拉麵館。本身是讀賣巨人球迷，因此常在部落格常談巨人隊（包含該隊教練原辰德）的話題。
與播報員高野直子是同名同姓不同人，由於這裡以前也曾做過播報員，故有時會混淆。

## 演出
粗體字表示主要角色。

### 電視動畫
1996年
- 機動戰艦撫子號（惠·雷納德）
- VS騎士檸檬汽水&40炎（切洛）

1997年
- 蠟筆小新特別篇！ 全家一起去夏威夷旅行哦 而且我和人魚戀愛了哦（莉莎·葛瑞斯）
- 少女革命（谷愛子、女學生C、女子社員A 等）

1998年
- 快傑蒸汽偵探團 TV ANIMATION SERIES（琳琳）
- 女惡魔人（多香繪、少女）
- 乖小孩（中山）

1999年
- 快感指令（日语：快感・フレーズ）（沙希）

2000年
- 學校怪談（和美）
- 葛瑞哥來驚悚秀 -THE LAST TRAIN-（日语：GREGORY HORROR SHOW）（陷阱鼠1號）
- 捍衛者（近衛薰[2]）
- 幻想魔傳 最遊記（冬華）

2001年
- 漫畫派對（友野千波）
- 宇宙人形17（伊藤典子）

2002年
- 銀河戰警（卡普利斯）
- 東京地底奇兵（艾米利亞·路納利夫[3]）
- 貝可拉（日语：ペコラ）（可可）

2004年
- 我們這一家（ヨーコリン、女子A）
- B傳說！戰鬥彈珠人（大輪美惠）
- 馳風競艇王、馳風競艇王V（日语：モンキーターン (漫画)）（青島優子）

2005年
- 哆啦A夢 (水田山葵版)（女孩子B）
- B傳說！戰鬥彈珠人 炎魂（大輪美惠）
- 名偵探柯南（片岡蓮華）

2006年
- 名偵探柯南（矢島光枝）
- 夜明前的琉璃色 ～Crescent Love～（遠山翠）

2010年
- 祝福的鐘聲（雪莉·孟克拉夫特）
- 哆啦A夢 (水田山葵版)（悅子）

2013年
- Fate/kaleid liner 魔法少女☆伊莉雅（紅寶石之星[4]）

2014年
- Fate/kaleid liner 魔法少女☆伊莉雅 2wei！（紅寶石之星[5]）

2015年
- Fate/kaleid liner 魔法少女☆伊莉雅 2wei Hertz！（紅寶石之星[6]）

2016年
- Fate/kaleid liner 魔法少女☆伊莉雅 3rei!!（紅寶石之星[7]）

### 電影動畫
1998年
- 機動戰艦撫子號 -The prince of darkness-（惠·雷納德）

2016年
- 玻璃花與毀壞的世界（桃樂絲母親）

2017年
- 劇場版 Fate/kaleid liner 魔法少女☆伊莉雅：雪下的誓言（紅寶石之星）

### OVA
1996年
- 寶魔獵人萊姆（日语：宝魔ハンターライム）（母親）

1997年
- 同窗會 Yesterday Once More（日语：同窓会 (ゲーム)）（秋山綠）
- VS騎士檸檬汽水&40 FRESH（蘇）

1999年
- 倒凶十將傳（日语：倒凶十将伝）（追儺）

2001年
- 倒凶十將傳 封魔五行傳承（追儺）

2002年
- 捍衛者21（伊藤直子[8]）
- 夫妻成長日記（河田梨香）

2003年
- 機動新撰組 萌之劍（清家真琴）
- 熱帶雨林的爆笑生活 FINAL（莉塔）

2005年
- 伊里野的天空、UFO的夏天（淺羽夕子）

2011年
- 幻想嘉年華（琥珀）
- 祝福的鐘聲 OVA（雪莉·孟克拉夫特）

2014年
- Fate/kaleid liner 魔法少女☆伊莉雅「運動會 DE Dance！」（紅寶石之星）[注 1]

2019年
- Fate/kaleid liner 魔法少女☆伊莉雅 百變☆嘉年華（紅寶石之星[9]）

### 遊戲
1997年
- 無人島物語R（藤岡美帆）

1998年
- 少女革命 遲早被革命的物語（脇谷愛子）

1999年
- 純愛手札2（壽美幸）

2000年
- RPG Maker 2000 樣本遊戲「花嫁之冠」（莉莉）
- HEXAMOON GUARDIANS（日语：ヘキサムーン・ガーディアンズ）（倫恩）
- 熱戰麻將2（律見江美惠）

2002年
- 機動新撰組 萌之劍（清家真琴）
- 超級機器人大戰IMPACT（日语：スーパーロボット大戦IMPACT）（惠·雷納德）
- Braveknight ～莉維大地英雄傳～（日语：Braveknight 〜リーヴェラント英雄伝〜）（特斯＝格雷伯爵）
- MELTY BLOOD（琥珀）

2003年
- 阿瓦隆之鎖（日语：アヴァロンの鍵）（羅莎）

2004年
- 青涙（日语：青い涙 (ゲーム)）（志水彩）
- MELTY BLOOD Re.ACT（琥珀）

2005年
- MELTY BLOOD Act Cadenza（琥珀）

2006年
- 召喚夜響曲4（敏特）
- Muv-Luv Alternative（伊莉娜·碧兒提夫）
- 夜明前的琉璃色 ～Brighter than dawning blue～（遠山翠）

2007年
- Fate/tiger colosseum（紅寶石之星）
- Muv-Luv ALTERED FABLE（日语：マブラヴ ALTERED FABLE）（伊莉娜·碧兒提夫）
- MELTY BLOOD Actress Again（琥珀）

2008年
- 超級機器人大戰A PORTABLE（惠·雷納德）
- Fate/tiger colosseum Upper（魔法少女琥珀／紅寶石之星）
- 夜明前的琉璃色 -Moonlight Cradle-（遠山翠）

2010年
- 夜明前的琉璃色 PORTABLE（遠山翠）
- 祝福的鐘聲 Portable（雪莉·孟克拉夫特）
- MELTY BLOOD Actress Again Current Code（琥珀）

2011年
- 少女愛上大姐姐 Portable 2人的艾露達（烏橘沙世子）

2014年
- Fate/kaleid liner 魔法少女☆伊莉雅（紅寶石之星[10]）
- Fate/hollow ataraxia（紅寶石之星）

2015年
- 超級機器人大戰BX（惠·雷納德）

2016年
- Fate/Grand Order（紅寶石之星）

### 錄影帶
- 機動戰艦撫子號［特別先行篇］ 歡迎來到「Belle Equipe」
- 機動戰艦撫子號［特別先行篇］「機動戰艦撫子號 在那之後」
- 純愛手札 SUPER LIVE DVD
- 純愛手札 SUPER LIVE 2 DVD

### 廣播節目
- MARIVE FRIDAY JAM ～DELICIOUS MORNING～（bayfm：記者）

### 廣播劇CD
年份不詳
- （有村美幸）
- 遊擊宇宙戰艦撫子號（日语：遊撃宇宙戦艦ナデシコ）（惠·雷納德）

2000年
- 機動戰艦撫子號（惠·雷納德）
  - 遊擊宇宙戰艦撫子號 形象專輯
  - 洒落俱樂部
  - 特別篇 ～The prince of darkness～
- 捍衛者 地球防衛外傳2（近衛薰）
- 廣播劇CD 純愛手札2（壽美幸）

2002年
- candy store「虛假的吻」（ユキト）
- 狂野歷險2 Wild Arms 2nd 廣播劇原聲帶（日语：ワイルドアームズ セカンドイグニッション#ドラマCD）（艾咪·菲亞查德）

2003年
- 魔偵探洛基（大島玲也）

2007年
- 亞涅爾貝的一天（日语：アーネンエルベの一日）（琥珀）
- 隨時可以召喚！召喚夜響曲4（日语：いつでも召喚!サモンナイト4） Vol.1、2（敏特）

2008年
- 月光嘉年華 廣播劇CD 「狂亂的生日 -COMPLEANNO DELLA PAZZIA-」（安娜）

2010年
- 魔法使之箱（日语：まほうつかいの箱） ～～（紅寶石之星）[注 2]

2011年
- Fate/kaleid liner 魔法少女☆伊莉雅 2wei！（紅寶石之星）
  - 收錄在單行本第4冊限定版的廣播劇CD
  - TYPE-MOON10週年紀念廣播劇CD（feat.幻想嘉年華）（紅寶石之星、琥珀）[注 3]

2013年
- 琥珀ACE系列（琥珀）
  - 琥TAL～K[注 4]
  - TYPE-MOON×羅德斯島戰記 [注 5]

### 外語配音

#### 電影
- 諾拉（英语：Nora (2000 film)）

### 旁白
- Cinnamon
- Super J Channel（日语：スーパーJチャンネル）
- （J:COM頻道（日语：ジュピターテレコム））

### 其它
- CM 漫畫4格KINGS Palette（日语：まんが4コマぱれっと）／漫畫Palette Lite（日语：まんがぱれっとLite）

## 音樂作品

### 角色歌曲
| 發行日期 | 標題                                                                | 名義 | 曲名                       | 商業搭配                                                             |
| 1999年   | 1999年                                                              | 1999年 | 1999年                     | 1999年                                                               |
| -------- | ------------------------------------------------------------------- | --- | -------------------------- | -------------------------------------------------------------------- |
| 7月7日   | 捍衛者1970                                                          | [ 成員 1 ] | 「」                       | 遊戲《捍衛者》劇中插入歌                                             |
| 12月17日 | 捍衛者 歌唱專輯                                                     | 近衛薰（高野直子） | 「」                       | 遊戲《捍衛者》相關歌曲                                               |
| 2000年   |                                                                     | |                            |                                                                      |
| 9月20日  | 捍衛者 SPIRITS                                                      | 朝霧麗子（飯塚雅弓）、近衛薰（高野直子） | 「」                       | 電視動畫《捍衛者》相關歌曲                                           |
| 10月4日  | 純愛手札2 Blooming Stories1 壽美幸                                  | 壽美幸（高野直子） | 「」                       | 遊戲《純愛手札2 Substories Dancing Summer Vacation》壽美幸片尾主題曲 |
| 10月4日  | 純愛手札2 Blooming Stories1 壽美幸                                  | 壽美幸（高野直子） | 「HAMATTA!!」 「」         | 遊戲《純愛手札2 Substories》相關歌曲                                 |
| 12月23日 | 純愛手札2 Vocal Tracks                                              | 壽美幸（高野直子） | 「」                       | 遊戲《純愛手札2》相關歌曲                                            |
| 2001年   |                                                                     | |                            |                                                                      |
| 8月29日  | 純愛手札2 Vocal Tracks 4                                            | 壽美幸（高野直子）、一文字茜（野村真弓）、赤井焰（熊井統子） | 「Go girl！Go！」          | 遊戲《純愛手札2》相關歌曲                                            |
| 2002年   |                                                                     | |                            |                                                                      |
| 8月29日  | 純愛手札2 Vocal Tracks 5                                            | 壽美幸（高野直子） | 「」                       | 遊戲《純愛手札2》相關歌曲                                            |
| 8月29日  | 純愛手札2 Vocal Tracks 5                                            | Hibikino Happy Bells | 「Ringings go on forever」 | 遊戲《純愛手札2》相關歌曲                                            |
| 2008年   |                                                                     | |                            |                                                                      |
| 9月26日  | Fate/tiger colosseum Upper 音樂原聲帶                               | 魔法少女琥珀（高野直子） | 「Try Real！（）」         | 遊戲《Fate/tiger colosseum》劇中插入歌                               |
| 2011年   |                                                                     | |                            |                                                                      |
| 12月29日 | AUGUST 10th MEMORIAL                                                | 菲娜（生天目仁美）、米亞（野野瀨美緒）、朝霧麻衣（後藤麻衣）、鷹見澤菜月（冰青）、穂積沙耶香（黑河奈美）、莉絲莉特（伊藤靜）、遠山翠（高野直子）、艾斯蒂爾（結本美智留） | 「」                       | 遊戲《夜明前的琉璃色 -Brighter than dawning blue-》相關歌曲          |
| 2013年   |                                                                     | |                            |                                                                      |
| 10月23日 | Fate/kaleid liner 魔法少女☆伊莉雅 角色歌曲迷你專輯「Prisma☆Musica」 | 紅寶石之星（高野直子） 、藍寶石之星（松來未祐） | 「」                       | 電視動畫《Fate/kaleid liner 魔法少女☆伊莉雅》相關歌曲                |
| 2014年   |                                                                     | |                            |                                                                      |
| 10月29日 | Prisma☆Love Parade Vol.1                                            | 紅寶石之星（高野直子） 、藍寶石之星（松來未祐） | 「」                       | 電視動畫《Fate/kaleid liner 魔法少女☆伊莉雅 2wei！》相關歌曲         |

## 腳註

## 外部連結
- Sigma Seven公式官網的聲優簡介 （页面存档备份，存于） （日語）
- （日語）－高野直子的官方個人部落格。